# Gran Premi San Giuseppe
El Gran Premi San Giuseppe és una competició ciclista d'un dia que es disputa a Montecassiano (Província de Macerata). La primera edició data del 1985 i va ser amateur fins al 2005. En aquell any va entrar a formar part del calendari de l'UCI Europa Tour amb una categoria 1.2. El 2014 va tornar al calendari amateur.
La pandèmia de COVID-19 obligà a suspendre l'edició del 2020.

## Palmarès

### Amateur
| - 1985: Marcello Bartalini - 1986: Fabio Roscioli - 1987: Tiziano Brichese - 1988: Andrea Solagna - 1989: Stefano Casagrande - 1990: Daniele Bruschi - 1991: Flavio Anastasia | - 1992: Stefano Dante - 1993: Giuseppe Soldi - 1994: Alessandro Calzolari - 1995: Alan Palotto - 1996: Stefano De Mauri - 1997: Moreno Di Biase - 1998: Nicola Ramacciotti | - 1999: Mirko Marini - 2000: Roberto Savoldi - 2001: Samuele Vecchi - 2002: Antonio Aldape - 2003: Aliaksandr Kutxinski - 2004: Mirko Allegrini |

### Professional
| Any  | Vencedor            | Segon              | Tercer            |
| ---- | ------------------- | ------------------ | ----------------- |
| 2005 | Martin Pedersen     | Maurizio Giardini  | Matteo Priamo     |
| 2006 | Antonio Bucciero    | Manolo Zanella     | David Garbelli    |
| 2007 | Andrei Solomennikov | Vladimir Autko     | Wojciech Dybel    |
| 2008 | Damian Walczak      | Étienne Pieret     | Wojciech Dybel    |
| 2009 | Alessandro Malaguti | Serguei Kolésnikov | Adriano Malori    |
| 2010 | Enrico Battaglin    | Maurizio Gorato    | Giuseppe Di Salvo |
| 2011 | Enrico Battaglin    | Massimo D'Elpidio  | Alfio Locatelli   |
| 2012 | Ilya Gorodnichev    | Manuel Capillo     | Matteo Belli      |
| 2013 | Luca Chirico        | Paolo Colonna      | Luca Benedetti    |
| 2014 | Nicola Gaffurini    | Matteo Marcolin    | Giacomo Berlato   |
| 2015 | Gianni Moscon       | Nicola Bagioli     | Filippo Ganna     |
| 2016 | Nicola Bagioli      | Davide Orrico      | Leonardo Basso    |
| 2017 | Daniel Savini       | Francesco Romano   | Leonardo Basso    |
| 2018 | Filippo Tagliani    | Jalel Duranti      | Umberto Marengo   |
| 2019 | Daniel Smarzaro     | Leonardo Tortomasi | Michael Belleri   |
| 2020 | anul·lada           | anul·lada          | anul·lada         |
| 2021 | Michele Corradini   | Paul Double        | Manuel Pesci      |
| 2022 | Davide De Pretto    | Giovanni De Carlo  | Francesco Zandri  |